# Eragrostis palmeri
Eragrostis palmeri är en gräsart som beskrevs av Sereno Watson. Eragrostis palmeri ingår i släktet kärleksgrässläktet, och familjen gräs. Inga underarter finns listade i Catalogue of Life.